# Rudolf Seyffert
Rudolf Seyffert (* 15. März 1893 in Leipzig; † 16. Februar 1971 in Köln) war ein deutscher Wirtschaftswissenschaftler.

## Leben
Seyffert studierte zuerst an der Handelshochschule und danach der Universität Leipzig. Anschließend ging er nach Mannheim, wo er 1914 sein Diplom als Kaufmann und später als Handelslehrer erhielt. Danach war er für Heinrich Nicklisch tätig, dessen Einfluss sich im späteren Werk Seyfferts widerspiegelt. 1919 promovierte Seyffert bei Fritz Schmidt in Frankfurt am Main und wurde Direktoralassistent am betriebswirtschaftlichen Institut Nicklischs. 1920 trat er mit einem Lehrauftrag die Nachfolge von Julius Hirsch an der Universität zu Köln an. 1922 habilitierte er und gründete im selben Jahr das Werbewissenschaftliche Institut. Zwei Jahre später wurde er Ordinarius am Lehrstuhl für Allgemeine Betriebswirtschaftslehre, Handels- und Absatzwirtschaft. Seine empirisch induktive Erforschung des Handels nahm er 1928 mit der Gründung des Instituts für Handelsforschung auf und betrieb sie, gemeinsam mit dem Institut bis 1963. 1954 wurde er zum Vorsitzenden der Prüfungsämter für die Diplomprüfung der Wirtschafts- und Sozialwissenschaftlichen Fakultät. Zum Vorstandsmitglied des Instituts für Mittelstandsforschung wurde er 1958.
1963 emeritierte Seyffert, sein Nachfolger wurde sein ehemaliger Schüler Edmund Sundhoff.
1964 wurde er Leiter der Katalogkommission für die handels- und absatzwirtschaftliche Forschung beim Bundesministerium für Wirtschaft. Eine solche Kommission, die die Regierung beriet, hatte Seyffert bereits 1941 vorgeschlagen und die Aufgaben entsprachen auch zu großen Teil Seyfferts Vorstellungen von 1941.

## Auszeichnungen
Die Universität Mannheim verlieh Seyffert 1957 den Titel eines Doctor rerum politicarium honoris causa. 1963 erhielt er das Große Verdienstkreuz des Verdienstordens der Bundesrepublik Deutschland.

## Werke
- Reklame des Kaufmanns, Leipzig 1914
- Der Mensch als Betriebsfaktor, 1922
- Über Begriff Aufgaben und Entwicklung der Betriebswirtschaftslehre, 1925
- Die rationellste Nutzung der Betriebskräfte, Hannover 1925
- Allgemeine Werbelehre Stuttgart 1929
- Handbuch des Einzelhandels, Stuttgart 1932
- Die Organisation der Handelsforschung, 1941
- Wirtschaftslehre des Handels, 1951
- Werbelehre - Theorie und Praxis der Werbung, 1966

### Serien
- Schriften zur Handelsforschung, ab 1953
- Mitteilungen des Instituts für Handelsforschung, ab 1949